# Чорна котяча акула носата
Чорна котяча акула носата (Apristurus kampae) — акула з роду Чорна котяча акула родини Котячі акули. Інша назва «каліфорнійська чорна котяча акула».

## Опис
Загальна довжина досягає 58,4 см. Голова коротка та широка. Ніс помірно широкий та доволі довгий. Звідси походить назва цієї акули. Очі маленькі — 3% довжини усього тіла акули, з мигательною перетинкою. За ними розташовані помірні бризкальця. Надочна упадина безперервна. Ніздрі вузькі, у 1,5-1,8 рази вужче міжніздрівого простору. Відстань між ніздрями широка. Носові клапани вузькі та довгі, трикутної форми. Верхні губні борозни дорівнюють нижнім. Рот широкий, вигнутий, довгий. Зуби дрібні гострі, з багатьма верхівками. У неї 5 пар довгих зябрових щілин. Тулуб помірно стрункий, звужується до голови. Шкіряна луска пласка, завдяки чому шкіра гладенька на дотик. Грудні плавці відносно маленькі. Кількість витків спірального клапана шлунка 7-12. Має 2 маленькі спинні плавці. Задній спинний плавець ледь помітно більший за передній. Черево широке. Анальний плавець довгий та високий. Хвостовий плавець помірно вузький, верхня лопать значно розвиненіша за нижню.
Забарвлення однотонне — майже чорне. Усі плавці мають білу облямівку.

## Спосіб життя
Тримається на глибині до 1890 м. Полює на значній глибині, зазвичай біля дна. Живиться глибоководними креветками, рачками, кальмарами, дрібними костистими рибами, зокрема вугільною рибою.
Це яйцекладна акула. Самиця відкладає 2 яйця з товстенною шкаралупою завдовжки 5-7 см та завширшки 2,9 см. Вони наділені вусиками, за допомогою яких кріпляться до ґрунту або водоростей.
Не є об'єктом промислового вилову або місцевого рибальства.

## Розповсюдження
Мешкає у східній частині Тихого океану — уздовж узбережжя Каліфорнії та у Каліфорнійській затоці — між 38 та 23 пн. ш.